# Felismina Campelo Macambira
Felismina Campelo Macambira (Palmácia, Ceará, 2 de dezembro de 1943) é uma política brasileira. Foi a primeira prefeita de Palmácia vencendo as eleições de 1982 pelo PDS.
Entre suas ações como chefe do executivo municipal estão a construção do Centro de Educação Rural (CERU) do Gado dos Ferros, a Praça Padre Perdigão Sampaio, a Praça Leôncio Macambira, construção de escolas e unidades de saúde.